# 極鱷龍屬
極鱷龍屬（學名Aristosuchus）是美頜龍科恐龍的一個屬，是種小型的虛骨龍類恐龍。其屬名是由古希臘文的「ąριστον」（即勇敢、極度、最尊貴之意）及「σουχος」（埃及神話中的鱷魚頭神祇索貝克的古希臘文訛稱）而來。牠們有著很多鳥類的特徵。

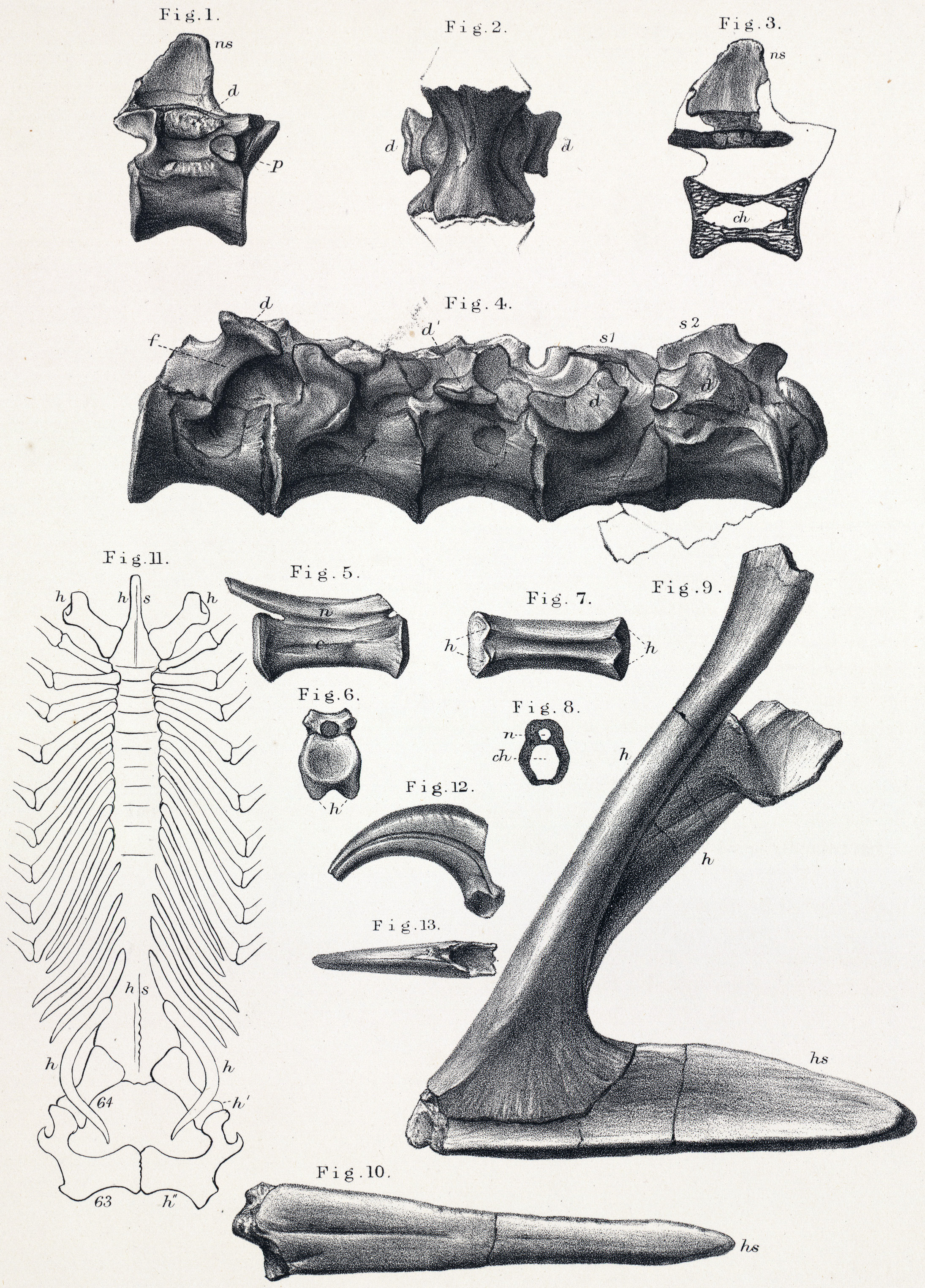
理查·歐文繪製的化石素描圖

極鱷龍是雙足肉食性的獸腳亞目恐龍。極鱷龍被估計約2米長，體重估計約30公斤。牠們的化石是在英格蘭懷特島被發現，被估計是屬於下白堊紀的地層，即距今約1億2500萬年前。
極鱷龍與近親美頜龍在外形及體形上很相似，有些學者甚至提出牠們是同一屬。理查德·萊德克（Richard Lydekker）將極鱷龍與簧椎龍產生混淆，因為他錯誤以為威廉·達爾文·福克斯（William Darwin Fox）曾在1866年將簧椎龍重新命名。德恩·奈許（Darren Naish）根據其恥骨特徵，提出極鱷龍是美頜龍科的有效屬。極鱷龍的正模標本（編號BMNH R178）有薦骨、恥骨、股骨及幾塊脊椎。股骨的前粗隆部形狀如翼般，第四粗隆部明顯縮小。在附近也發現兩塊有趾爪的趾骨，也有可能是來自同一個體。
極鱷龍的模式種是小極鱷龍（A. pusillis），是由理察·奧雲（Richard Owen）在1876年所發表、命名，當時被歸類在雜肋龍下的一種「Poekilopleuron pusillus」。種名在拉丁文意為「小的」。在1887年，哈利·絲萊（Harry Govier Seeley）將這個種更名為極鱷龍。

## 外部連結
- http://www.bbc.co.uk/dna/h2g2/pda/A664643?s_id=3 （页面存档备份，存于）